# Meinerzhagen
Meinerzhagen est une ville de l'arrondissement de La Marck (Rhénanie-du-Nord-Westphalie). En 2009, elle avait une population totale d'environ 21 000 habitants.

## Géographie
Meinerzhagen se trouve au milieu des montagnes du Sauerland. Le point culminant est la Nordhelle (663 m), le point le plus bas est le barrage de la Lister (alt. 319 m). La ville recouvre une superficie de 115,17 km2, dont 56 % boisée.

## Histoire
| Appartenances historiques Comté de Berg 1101-1161 Comté d'Altena 1161-1262 Comté de La Marck 1262-1807 Grand-duché de Berg 1807-1813 Royaume de Prusse (Province de Westphalie) 1815-1918 République de Weimar 1918-1933 Reich allemand 1933-1945 Allemagne occupée 1945-1949 Allemagne 1949-présent |

En 1765, Meinerzhagen reçut la coutume d'une ville du roi Frédéric II de Prusse, même si en 1865 elle l'abandonna pour se dispenser des coûts administratifs. En 1846, la juridiction du canton de Meinerzhagen fut établie et s'étendit sur la ville de Meinerzhagen et la commune de Valbert. Le 19 septembre 1964, Meinerzhagen retrouva son statut de ville.
Dans la réforme communale de l'arrondissement d'Altena en 1969, Meinerzhagen fusionna avec Valbert et le canton de Meinerzhagen fut dissous.

## Jumelage
De 1961 à 2001, Meinerzhagen était jumelée avec la ville néerlandaise d'IJsselmuiden. En 2001, IJsselmuiden a fusionné avec la ville voisine de Kampen, laquelle a toutefois repris le jumelage à son compte.
Le 12 avril 1987, les documents pour le jumelage de Meinerzhagen avec la ville française de Saint-Cyr-sur-Loire ont été signés.